# 밀코 켈레멘

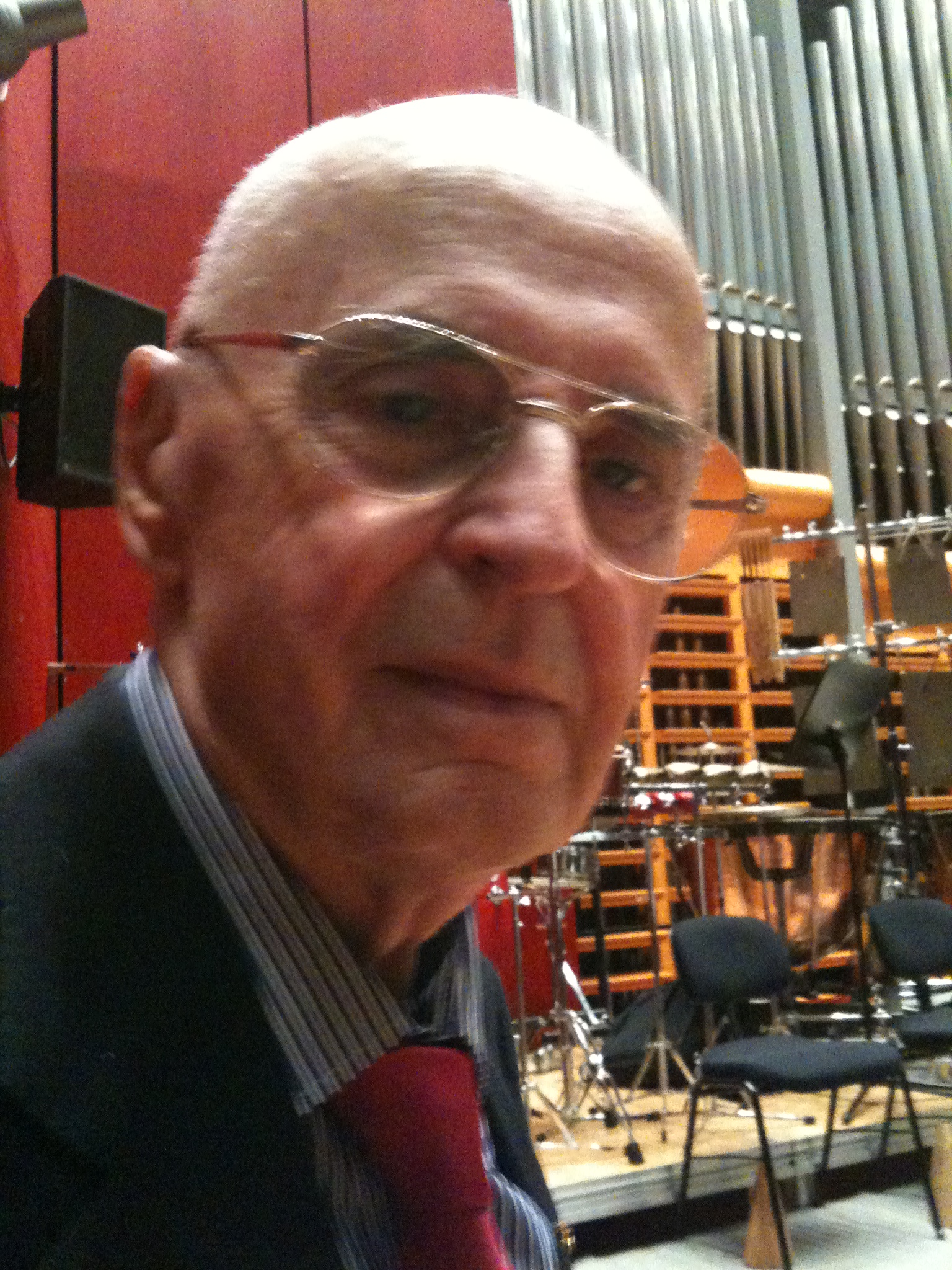
밀코 켈레멘

밀코 켈레멘(Milko Kelemen, 1924년 3월 30일 ~ 2018년 3월 8일)은 크로아티아의 작곡가이다. 자그레브 음악원을 나온 뒤 메시앙에게 사사하였으며, 독일에서 포루트너에게 사사하였다. 1961년에는 자그레브 현대음악 비엔나레를 창설, 그 회장직을 지내고 있다. 자그레브 합창단에 의해 소개된 <협주적 즉흥곡>(1955)은 버르토크 벨러에게 일맥상통하는 현대적인 민족주의 음악으로 되어 있었으나 이 밖에도 관현악곡이나 피아노곡이 있고 오페라와 발레곡에도 손을 댔다.